# 鄂嫩區
50°21′N 115°02′E / 50.350°N 115.033°E
鄂嫩區（俄语：Ононский район），是俄羅斯的一個區，位於該國西部，由外貝加爾邊疆區負責管轄，始建於1941年2月5日，面積5,800平方公里，2010年人口11,199，人口密度每平方公里1.93人。